# Place du Change (Lyon)
Pour les articles homonymes, voir Place du Change.
La place du Change est une place du 5e arrondissement de Lyon, en France.

## Histoire

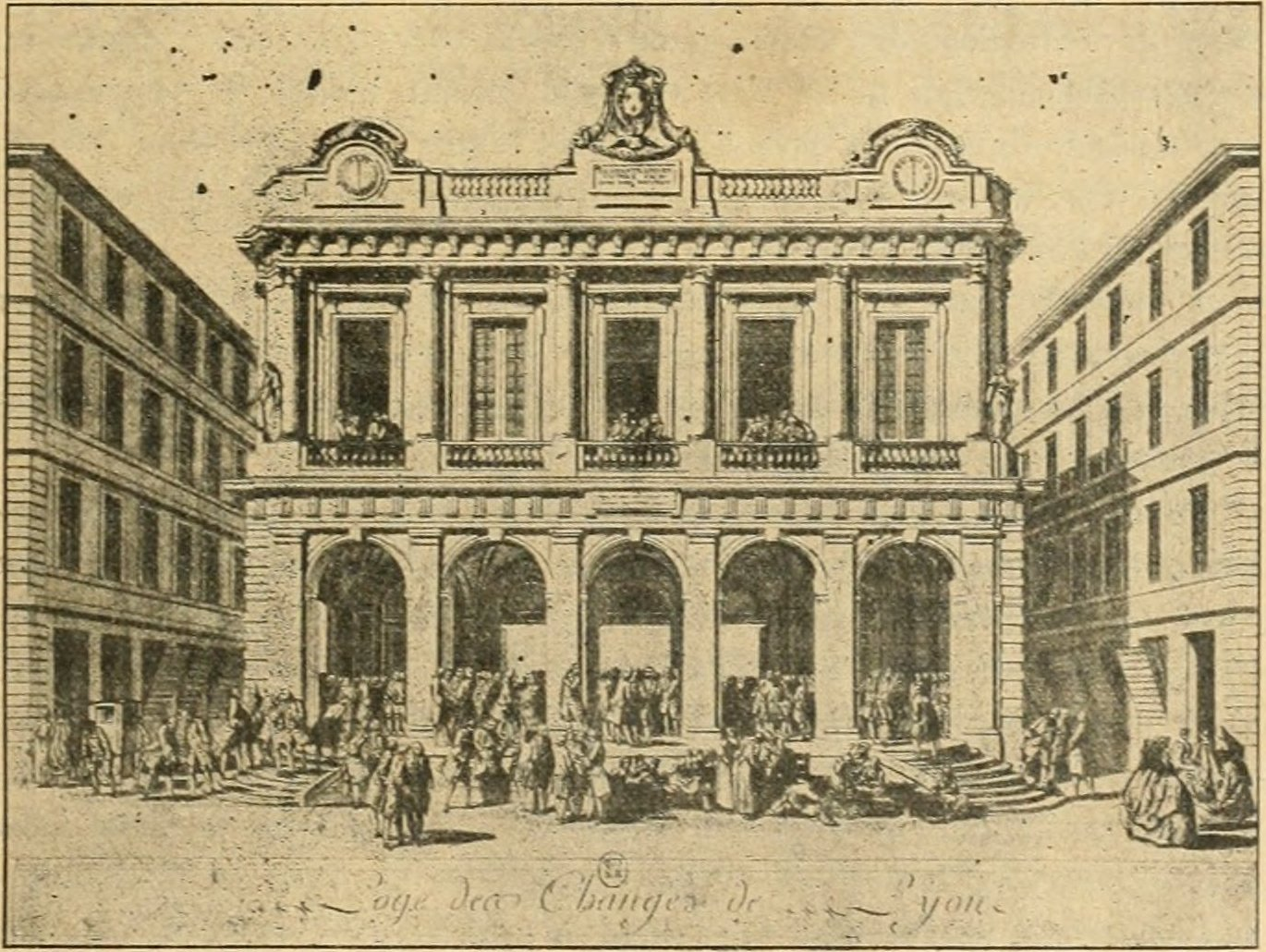
Estampe du bâtiment dédié au change et à la bourse.

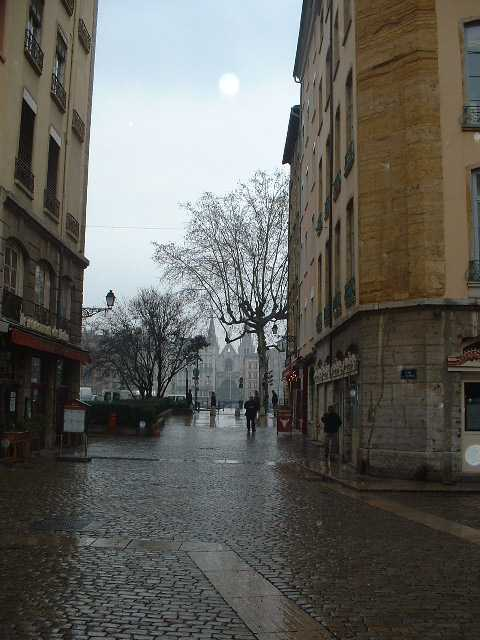
Perspective sur l'église Saint-Nizier depuis la place du Change.

Appelée au Moyen Âge place de la Draperie, son nom est attesté dès 1487 selon Vanario ou sous François Ier selon Maynard.
Dès le XIIIe siècle, les opérations de change de la ville se tiennent ici, à la descente du pont de la Saône.
Au Moyen Âge, la population de la place et de son quartier est populaire. Cela change à la Renaissance, lorsque les banquiers et marchands s'y installent progressivement, rejetant les personnes de condition plus modestes plus au sud. De très nombreux Italiens s'installent alors sur cette place.
Le premier édifice officiel consacré aux opérations de change date de 1653 ; elle a été réalisée par l'architecte parisien Simon Gourdet, dit Griard. Il s'agit de l'actuel Temple du Change, réaménagé par Soufflot en 1748-1750. Sur la façade y était inscrit un texte tiré d'une lettre de Cicéron à Munatius Plancus : Virtute duce, comite fortuna,. Les banquiers tiennent le commerce jusqu'à la Révolution dans cet établissement. En 1803, il est affecté au culte protestant,.
La place est agrandie par la démolition d'une maison dite la maison ronde. Maynard situe cet épisode en 1754, Vachet en 1583.

## Accessibilité
Elle est reliée au sud à la rue Saint-Jean, à l'ouest aux rues Soufflot et de la Loge, au nord à la rue Lainerie et à l'est à la place Ennerond-Fousseret.

## Monuments
- Au no 1, la devanture est du XVIIIe siècle.

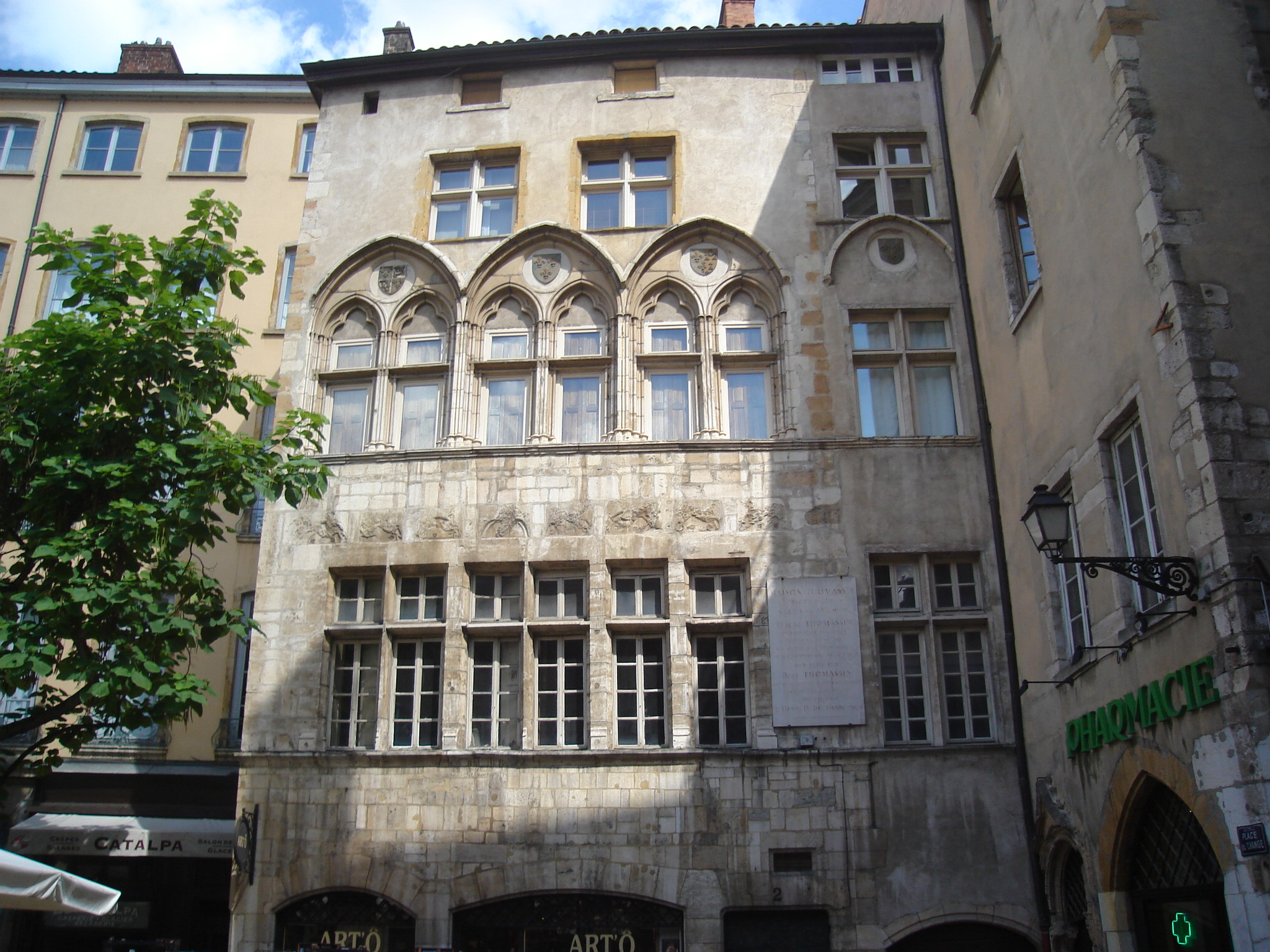
Maison Thomassin.

- Au no 2 est sise la Maison Thomassin[7], l'une des plus anciennes maisons d'habitation de Lyon. Datant du XIVe siècle, ses parties les plus anciennes sont du XIIIe siècle[8].

- Au no 4 se tient la maison du corps de garde.

- Au no 5 se trouve une maison Renaissance[9].